# وولپرتسهاوزن
وولپرتسهاوزن (به آلمانی: Wolpertshausen) یک شهر در آلمان است که در شوبیش هال واقع شده‌است.